# Narathura georgias
Narathura georgias är en fjärilsart som beskrevs av Murinus Cornelis Piepers och Pieter Cornelius Tobias Snellen 1918. Narathura georgias ingår i släktet Narathura och familjen juvelvingar. Inga underarter finns listade i Catalogue of Life.